# Sue Cook
Susan »Sue« Cook (dekliški priimek Orr), avstralska atletinja, * 23. april 1958, Avstralija.
Ni nastopila na poletnih olimpijskih igrah. Osvojila je trinajst naslovov avstralske državne prvakinje v hitri hoji, šest v hitri hoji na 10 km, pet v hitri hoji na 5000 m ter po enega v hitri hoji na 3000 m in hitri hoji na 20 km. Dvakrat je postavila svetovni rekord v hitri hoji na 10 km, ki ga je držala med letoma 1980 in 1983, razen enega meseca leta 1982, štirikrat zapored je postavila tudi svetovni rekord v hitri hoji na 20 km, ki ga je držala med letoma 1980 in 1984.